# Eminem Presents: The Re-Up
Eminem Presents The Re-Up – składanka różnych raperów powiązanych z Eminemem. Na początku album miał być ulicznym mixtape, który miał pomóc rozwinąć się nowym członkom Shady Records, tj. Stat Quo, Ca$his, oraz Bobby Creekwater. Pierwszym utworem, który odniósł sukces był "You Don't Know" wykonywany przez Eminema, 50 Centa, Ca$hisa oraz Lloyd Banksa.
The Re-Up dał również możliwość pracy Eminema wraz z The Alchemist. Po dołączeniu grupy DJ-ów do Eminema podczas koncertów, zaczęli współpracować również i w studiu, czego efektem jest The Re-Up.

## Lista utworów
| Nr | Tytuł                         | Wykonawca(cy)                                          | Producent(ci)    | Czas |
| -- | ----------------------------- | ------------------------------------------------------ | ---------------- | ---- |
| 01 | "Shady Narcotics" (Intro)     | Eminem                                                 | Eminem           | 0:56 |
| 02 | "We're Back"                  | Eminem, Obie Trice, Stat Quo, Bobby Creekwater, Cashis | Eminem           | 3:59 |
| 03 | "Pistol Pistol" (Remix)       | Obie Trice                                             | Eminem           | 2:27 |
| 04 | "Murder"                      | Bizarre, Kuniva                                        | Eminem           | 2:10 |
| 05 | "Everything Is Shady"         | Cashis                                                 | Rikanatti        | 4:23 |
| 06 | "The Re-Up"                   | Eminem, 50 Cent                                        | Eminem           | 2:57 |
| 07 | "You Don't Know"              | Eminem, 50 Cent, Cashis, Lloyd Banks                   | Eminem           | 4:17 |
| 08 | "Jimmy Crack Corn"            | Eminem, 50 Cent                                        | Eminem           | 3:54 |
| 09 | "Trapped"                     | Proof                                                  | Eminem           | 0:58 |
| 10 | "Whatever You Want"           | Swifty McVay, Denaun Porter                            | Witt & Pep       | 2:48 |
| 11 | "Talkin' All That"            | Cashis                                                 | Rikanatti        | 4:05 |
| 12 | "By My Side"                  | Stat Quo                                               | Focus...         | 4:08 |
| 13 | "We Ride for Shady"           | Obie Trice, Cashis                                     | The Alchemist    | 3:09 |
| 14 | "There He Is"                 | Bobby Creekwater                                       | The Alchemist    | 4:27 |
| 15 | "Tryin' ta Win"               | Stat Quo                                               | The Alchemist    | 3:52 |
| 16 | "Smack That" (Remix)          | Akon featuring Stat Quo, Bobby Creekwater              | Akon             | 5:14 |
| 17 | "Public Enemy #1"             | Eminem                                                 | Eminem           | 1:58 |
| 18 | "Get Low"                     | Stat Quo                                               | Dr. Dre          | 3:20 |
| 19 | "Ski Mask Way" (Eminem Remix) | 50 Cent                                                | Disco D, Eminem  | 3:03 |
| 20 | "Shake That" (Remix)          | Eminem, Nate Dogg, Obie Trice, Bobby Creekwater        | Eminem           | 2:59 |
| 21 | "Cry Now" (Shady Remix)       | Obie Trice, Kuniva, Bobby Creekwater, Cashis, Stat Quo | Witt & Pep       | 5:12 |
| 22 | "No Apologies"                | Eminem                                                 | Eminem           | 4:21 |
| 23 | "Billion Bucks" (Bonus track) | Stat Quo                                               | Eminem, L.T. Moe | 3:41 |